# داگ بوردن
داگ بوردن (انگلیسی: Doug Burden؛ زادهٔ july ۲۹, ۱۹۶۵ (۵۹ سال)) ورزشکار روئینگ اهل ایالات متحده آمریکا است.
وی در مسابقات کشوری و بین‌المللی در مجموع برندهٔ ۱ مدال طلا، ۱ مدال نقره، ۲ مدال برنز شده‌است.